# Tipo de mídia da Internet
Um tipo de mídia de Internet ou tipo MIME (do inglês Internet media type ou MIME type) é um identificador padrão usado na Internet para indicar o tipo de dado que um arquivo contém. Usos comuns incluem o seguinte:
- clientes de e-mail utilizam-nos para identificar arquivos de anexo;
- navegadores web utilizam-nos para determinar como mostrar ou enviar arquivos que não estão no formato HTML;
- mecanismos de busca utilizam-nos para classificar arquivos de dados na web.

Um tipo de mídia é composto de um tipo, um subtipo e zero ou mais parâmetros opcionais. Como um exemplo, um arquivo HTML pode ser designado text/html; charset=UTF-8. Neste exemplo text é o tipo, html é o subtipo e charset=UTF-8 é um parâmetro opcional indicando a codificação de caracteres.
O IANA gerencia o registro oficial de tipos de mídia.
Os identificadores foram originalmente definidos no RFC 2046 e foram chamados de tipos MIME pois se referiam às partes não ASCII de mensagens de e-mail que eram compostas usando a especificação MIME (Multipurpose Internet Mail Extensions, em português Extensões Multi-propósito de Correspondências da Internet). Eles também são referidos às vezes como Tipos de Conteúdo ou Content-types.
Sua utilização expandiu de e-mails enviados através de SMTP, para outros protocolos como HTTP, RTP e SIP.
Novos tipos de mídia podem ser criados com os procedimentos esboçados no RFC 6838.